# Jeffrey Tate
Jeffrey Tate CBE (Salisbury, Reino Unido, 28 de abril de 1943 – Bérgamo, Itália, 2 de junho de 2017) foi um maestro britânico.

## Carreira
Antes de estudar música no Centro de Ópera de Londres (London Opera Centre), estudou medicina no Christ’s College, Cambridge (1961-1964), especializando-se em cirurgia ocular.
Estreou internacionalmente com a companhia da Metropolitan Opera House em Nova Iorque, em 1979. Em 1985, Tate foi nomeado primeiro diretor principal da English Chamber Orchestra.
De 2005 a 2010 foi diretor musical do Teatro San Carlo, Nápoles.
De 2009 até sua morte em 2017, foi maestro chefe da Orquestra Sinfônica de Hamburgo.
Dirigia a orquestra sempre sentado, devido a espinha bífida, uma malformação congênita.
Morreu em 2 de junho de 2017, aos 74 anos, em Bérgamo, Itália, após sofrer uma parada cardíaca.

## Discografia
Além de seus ciclos de Mozart, sua discografia da Orquestra de Câmara Inglesa também inclui música inglesa de Bax, Bridge, Butterworth e Moeran, Verklärte Nacht, Metamorphosen e Missa Solemnis; ele conduziu as Canteloube Songs of the Auvergne para Kiri Te Kanawa em 1982 e 1983. Sua versão de música incidental para Peer Gynt por Grieg com a Filarmônica de Berlim e a solista Sylvia McNair foi descrita pela revista Diapason em uma pesquisa como uma gravação "vital, quase sem fôlego", quase ideal.
Como tecladista, tocou órgão para gravações de obras corais de Vivaldi na década de 1970, e fez parte do contínuo para Le nozze di Figaro em 1982, conduzido por Georg Solti na Decca.

## Videografia
- The Metropolitan Opera Centennial Gala (1983), Deutsche Grammophon DVD, 00440-073-4538
- Gravação de um concerto televisivo ao vivo da Orquestra de Câmara Inglesa do Schloss Schönbrunn, Viena, em 16 de novembro de 1990; Mozart: Sinfonia No.36 em C K425 "Linz", Concerto para Piano No.17 em G K453 (com Dezsö Ránki) e Sinfonia No.41 em C K551 "Jupiter", emitida em partes em laserdisc (Philips 070 141.1PHG), VHS (Philips 070 141.3PHG), DVD (ArtHaus Musik 100 081, EuroArts 201021.8 e Brilliant Classics 92819) e Blu-ray (EuroArts 200102.4).[7]